# La Vaissièra (Cantal)
La Vaisseira o La Vaissèira (en francès Laveissière) és un municipi francès situat al departament de Cantal i a la regió d'Alvèrnia-Roine-Alps. L'any 2007 tenia 576 habitants.

## Demografia

### Població
El 2007 la població de fet de Laveissière era de 576 persones. Hi havia 240 famílies de les quals 68 eren unipersonals (44 homes vivint sols i 24 dones vivint soles), 84 parelles sense fills, 80 parelles amb fills i 8 famílies monoparentals amb fills.
La població ha evolucionat segons el següent gràfic:
Habitants censats

### Habitatges
El 2007 hi havia 1.324 habitatges, 246 eren l'habitatge principal de la família, 1.049 eren segones residències i 30 estaven desocupats. 376 eren cases i 948 eren apartaments. Dels 246 habitatges principals, 153 estaven ocupats pels seus propietaris, 81 estaven llogats i ocupats pels llogaters i 12 estaven cedits a títol gratuït; 6 tenien una cambra, 18 en tenien dues, 54 en tenien tres, 67 en tenien quatre i 100 en tenien cinc o més. 163 habitatges disposaven pel capbaix d'una plaça de pàrquing. A 91 habitatges hi havia un automòbil i a 127 n'hi havia dos o més.

### Piràmide de població
La piràmide de població per edats i sexe el 2009 era:
| Homes | Edats   | Dones |
| ----- | ------- | ----- |
| 0     | 95 o +  | 12    |
| 0     | 90 a 94 | 0     |
| 4     | 85 a 89 | 4     |
| 0     | 80 a 84 | 0     |
| 12    | 75 a 79 | 16    |
| 8     | 70 a 74 | 12    |
| 20    | 65 a 69 | 8     |
| 8     | 60 a 64 | 8     |
| 12    | 55 a 59 | 12    |
| 28    | 50 a 54 | 12    |
| 28    | 45 a 49 | 16    |
| 16    | 40 a 44 | 24    |
| 32    | 35 a 39 | 32    |
| 40    | 30 a 34 | 28    |
| 24    | 25 a 29 | 28    |
| 12    | 20 a 24 | 12    |
| 28    | 15 a 19 | 8     |
| 8     | 10 a 14 | 16    |
| 24    | 5 a 9   | 4     |
| 8     | 0 a 4   | 28    |

## Economia
El 2007 la població en edat de treballar era de 406 persones, 323 eren actives i 83 eren inactives. De les 323 persones actives 313 estaven ocupades (179 homes i 134 dones) i 10 estaven aturades (4 homes i 6 dones). De les 83 persones inactives 38 estaven jubilades, 21 estaven estudiant i 24 estaven classificades com a «altres inactius».

### Ingressos
El 2009 a Laveissière hi havia 254 unitats fiscals que integraven 583,5 persones, la mediana anual d'ingressos fiscals per persona era de 16.939 €.

### Activitats econòmiques
Dels 108 establiments que hi havia el 2007, 2 eren d'empreses extractives, 1 d'una empresa de fabricació d'altres productes industrials, 12 d'empreses de construcció, 18 d'empreses de comerç i reparació d'automòbils, 2 d'empreses de transport, 32 d'empreses d'hostatgeria i restauració, 6 d'empreses immobiliàries, 5 d'empreses de serveis, 25 d'entitats de l'administració pública i 5 d'empreses classificades com a «altres activitats de serveis».
Dels 33 establiments de servei als particulars que hi havia el 2009, 1 era una funerària, 1 taller de reparació d'automòbils i de material agrícola, 2 guixaires pintors, 3 lampisteries, 2 electricistes, 2 empreses de construcció, 1 perruqueria, 17 restaurants i 4 agències immobiliàries.
Dels 10 establiments comercials que hi havia el 2009, 1 era una botiga de menys de 120 m², 1 una carnisseria, 1 una llibreria, 1 una botiga d'equipament de la llar i 6 botigues de material esportiu.
L'any 2000 a Laveissière hi havia 17 explotacions agrícoles que ocupaven un total de 540 hectàrees.

## Equipaments sanitaris i escolars
L'únic equipament sanitari que hi havia el 2009 era una farmàcia.
El 2009 hi havia una escola elemental.

## Poblacions més properes
El següent diagrama mostra les poblacions més properes.